# Mads Kaggestad
Mads Petter Kaggestad, född 22 februari 1977 i Ringerike, är en pensionerad professionell norsk tävlingscyklist. 

## Amatörkarriär
Som amatör cyklade han för Team Krone och med dem vann han Ringerike GP 2002 framför landsmannen Gabriel Rasch och svensken Gustav Larsson. 

## Proffskarriär
Kaggestad blev professionell 2003 med det franska stallet Crédit Agricole, där även landsmannen Thor Hushovd cyklade, och tävlade med dem fram till slutet av 2007. 
Som professionell vann Kaggestad inga tävlingar. Hans bästa resultat var en andraplats på Ringerike GP 2003 bakom Jonas Holmkvist och sjätteplatsen i slutställningen på etapploppet Etoile de Bessèges 2006. 
Mads Kaggestad var med i Crédit Agricoles uppställning till Vuelta a España 2006. Han slutade 132:a i tävlingens slutställning.
När han inte fick något nytt kontrakt valde han att pensionera sig från cykelsporten.

## Privatliv
Mads Kaggestad är son till Johan Kaggestad, som har arbetat som TV-kommentator under cykellopp.

## Meriter
2002
Ringerike GP

## Stall
- 2002 Team Krone (amatör)
- 2003-2007 Crédit Agricole